# زیردریایی یو-۱۸۸
زیردریایی یو-۱۸۸ (به انگلیسی: German submarine U-188) یک زیردریایی متعلق به نیروی دریایی آلمان بود. طول آن ۷۶٫۷۶ متر (۲۵۱ فوت ۱۰ اینچ) و ارتفاع آن ۹٫۶ متر (۳۱ فوت ۶ اینچ) بود. این زیردریایی در سال ۱۹۴۲ ساخته شد.
این زیر دریایی در سومین ماموریت در  اقیانوس هند چند کشتی اروپایی و چند کشتی بادبانی محلی را غرق کرد. در ۱۹۴۵ در بندر بردو پهلو گرفت و پس از پایان جنگ اوراق شد.